# بارنارد ۳۰
بارنارد ۳۰ (انگلیسی: Barnard 30) ابری تیره در بالای ستاره لامبدا شکارچی است که هقعه نیز نامیده می‌شود. این ابر حدود ۱۳۰۰ سال نوری از زمین فاصله دارد.
جمعیت ستاره‌ای در بارنارد ۳۰ حدود ۲ تا ۳ میلیون سال سن دارد و بنابراین به طور قابل توجهی از خوشه مرکزی لامبدا شکارچی جوان تر است. این ابر احتمالاً توسط ستاره پرجرم هقعه شکل گرفته است و این ستاره همچنین مسئول ایجاد ستاره در این ابر است. یک ابرنواختر احتمالی ۱ میلیون سال پیش که احتمالاً حلقه لامبدا شکارچی را تشکیل داده است، ممکن است محرک دیگری برای تشکیل ستاره در این منطقه باشد.
این ابر حاوی یک سحابی بازتابی است.